# Ufa da Ânglia Oriental
Ufa (em inglês: Wuffa; ? - c. 578) foi rei da Ânglia Oriental em 571, sucedendo a seu pai Wehha. Foi o fundador da dinastia dos Ufingas. Foi sucedido por seu filho Titila.